# Rzemiosło (gry komputerowe)
Rzemiosło, wytwórstwo (ang. crafting) – element gier komputerowych, popularny zwłaszcza w grach fabularnych i massively multiplayer online games, pozwalający na tworzenie przedmiotów. Obejmuje on takie czynności jak tworzenie eliksirów i mikstur, wytwarzanie lub modyfikowanie pancerza i uzbrojenia, przygotowywanie posiłków czy zaklinanie elementów rynsztunku. Do wytworzenia przedmiotów wymagane są odpowiednie surowce, które można zdobyć podczas eksploracji świata lub nabyć u handlarzy.
Wytwórstwo w grach podzielić można na kilka rodzajów:
- Odnalezienie wyspecjalizowanego rzemieślnika, który z dostarczonych materiałów wytworzy odpowiedni przedmiot, jak ma to miejsce np. w XCOM: Enemy Unknown czy Assassin’s Creed III.
- Zdobycie odpowiedniego schematu rzemieślniczego. W grach takich jak Dying Light, Fallout: New Vegas czy Dead Island, posiadając schemat można wytworzyć przedmiot posiadający z góry określony wygląd i właściwości. Inne podejście prezentują gry takie jak np. Dragon Age: Inkwizycja, gdzie postać zdobywa schematy ogólne, a właściwości przedmiotu zależą od wykorzystanych materiałów. Przykładowo z jednego schematu wytworzyć można pancerz zapewniający 180 punktów ochrony, jeśli wykorzysta się żelazo, ale przy wykorzystaniu smoczej kości pancerz z tego samego schematu będzie dawał 240 punktów ochrony[2].
- Eksperymentowanie, pozwalające łączyć ze sobą dowolne surowce w celu odkrycia nowych receptur i wykorzystania ich w przyszłości. Podejście takie obecne jest m.in. w grach The Secret World i Minecraft, jak również w The Elder Scrolls V: Skyrim w przypadku alchemii.

Wytwórstwo często powiązane jest z klasą postaci oraz jej poziomem biegłości w odpowiednim fachu. Przykładowo Szary Strażnik z gry Dragon Age: Początek może wytwarzać przedmioty odpowiednie dla swojej klasy bądź fachu (np. pułapki czy mikstury), jednak w celu wytworzenia pancerza bądź miecza musi udać się do kowala. W The Elder Scrolls V postać posiada podstawową wiedzę we wszystkich fachach, którą może rozwijać wedle uznania. Jeśli mistrzowsko opanuje np. kowalstwo, ignorując inne fachy, najlepsze pancerze i bronie może wytwarzać samodzielnie, podczas gdy w celu stworzenia wysokopoziomowych mikstur alchemicznych czy zaklęcia potężniejszych przedmiotów będzie musiała korzystać z usług wyspecjalizowanych rzemieślników.